# 仲山镇
仲山镇，是中华人民共和国山東省济宁市嘉祥县下辖的一个乡镇级行政单位。

## 行政区划
仲山镇下辖以下地区：
仲东村、仲南村、仲北村、仲西村、北李村、陆庄村、黄庄村、顾庄村、张庄村、杨楼村、孟楼村、庞庄村、程庄村、东屯村、西屯村、杨刘桥村、胡山村、布山村、李山村、高庄村、夹营村、王东村、王西村、彭屯村、辛庄村、董楼村、西于村、东于村、曹庄村、后海村、狼西村、狼东村、赵山岭村、清村、南李村和卷山村。

## 建制沿革
2013年，仲山乡撤乡设镇。